# قائمة بأسراب القوات الجوية الباكستانية
فيما يلي قائمة بجميع أسراب الطائرات النشطة في القوات الجوية الباكستانية، مرتبة حسب النوع. تم سرد الأسراب بأسمائها الحالية وأدوارها.

## أسراب التزود بالوقود جواً
| السرب        | الاسم المستعار | الدور                                     | القيادة            | الجناح                       | تاريخ التأسيس | القاعدة الجوية       | الطائرة | ملاحظات |
| ------------ | -------------- | ----------------------------------------- | ------------------ | ---------------------------- | ------------- | -------------------- | ------- | ------- |
| السرب رقم 10 | الثيران        | ناقلة متعددة المهام للنقل والتزود بالوقود | قيادة الدفاع الجوي | الجناح 35 للنقل الجوي المركب | 15 أغسطس 1959 | قاعدة نور خان الجوية | Il-78MP | [ 1 ]   |

## أسراب العروض البهلوانية
| السرب                                        | الاسم المستعار | الدور         | القيادة            | الجناح             | تاريخ التأسيس | القاعدة الجوية        | الطائرة         | ملاحظات |
| -------------------------------------------- | -------------- | ------------- | ------------------ | ------------------ | ------------- | --------------------- | --------------- | ------- |
| فريق العروض الجوية للقوات الجوية الباكستانية | شيردلز         | عروض بهلوانية | قيادة الدفاع الجوي | كلية تدريب الطيران | 17 أغسطس 1972 | أكاديمية آصف خان      | K-8P            |         |
| صقور القوات الجوية الباكستانية               | الصقور         | عروض بهلوانية |                    | كلية تدريب الطيران | 1956 - 1966   | قاعدة ماوريبور الجوية | F-86 Sabre      |         |
| بايبلز                                       |                | عروض بهلوانية |                    |                    | 1952 - 1958   | محطة درغ رود الجوية   | سوبرمارين أتاكر |         |

## أسراب الإنذار المبكر المحمولة جواً
| السرب                | الاسم المستعار | الدور                                      | القيادة                 | الجناح             | تاريخ التأسيس | القاعدة الجوية      | الطائرة       | ملاحظات     |
| -------------------- | -------------- | ------------------------------------------ | ----------------------- | ------------------ | ------------- | ------------------- | ------------- | ----------- |
| السرب رقم 3          | الملائكة       | الإنذار المبكر والتحكم المحمول جواً (AEW&C) | القيادة الجوية الشمالية | الجناح 33 التكتيكي | 1 يوليو 1957  | قاعدة منحاس الجوية  | ساب 2000 إريي | [ 2 ]       |
| السرب رقم 4 (متقاعد) | نسور كاراكورام | الإنذار المبكر والتحكم المحمول جواً (AEW&C) | القيادة الجوية الجنوبية | الجناح 32 التكتيكي | 15 أغسطس 1959 | قاعدة ماسرور الجوية | ZDK-03        | [ 3 ] [ 4 ] |
| السرب رقم 53         | الصقور         | الإنذار المبكر والتحكم المحمول جواً (AEW&C) | القيادة الجوية الجنوبية | الجناح 41 التكتيكي | 1 يوليو 2021  | قاعدة بولاري الجوية | ساب 2000 إريي |             |

## أسراب القتال
| السرب        | الاسم المستعار  | الدور        | القيادة                 | الجناح                 | تاريخ التأسيس  | القاعدة الجوية        | الطائرة          | ملاحظات                       |
| ------------ | --------------- | ------------ | ----------------------- | ---------------------- | -------------- | --------------------- | ---------------- | ----------------------------- |
| السرب رقم 2  | مينهاسيانز      | متعدد المهام | القيادة الجوية الجنوبية | الجناح 39 التكتيكي     | 15 أبريل 1956  | قاعدة ماسرور الجوية   | JF-17A           | [ 3 ] [ 5 ] [ 6 ] [ 7 ] [ 8 ] |
| السرب رقم 5  | الصقور          | متعدد المهام | القيادة الجوية الجنوبية | الجناح 39 التكتيكي     | 15 أغسطس 1947  | قاعدة شاهباز الجوية   | F-16C/D بلوك 52+ | [ 3 ] [ 9 ]                   |
| السرب رقم 7  | قطاع الطرق      | هجوم تكتيكي  | القيادة الجوية الجنوبية | الجناح 32 التكتيكي     | يونيو 1960     | قاعدة ماسرور الجوية   | ميراج III ROSE I |                               |
| السرب رقم 8  | حيدرز           | هجوم تكتيكي  | القيادة الجوية الجنوبية | الجناح 32 التكتيكي     | 11 مايو 1960   | قاعدة ماسرور الجوية   | JF-17C بلوك 3    | [ 10 ]                        |
| السرب رقم 9  | غريفينز         | متعدد المهام | القيادة الجوية المركزية | الجناح 38 متعدد المهام | 3 يناير 1944   | قاعدة مشاف الجوية     | F-16AM/BM        | [ 3 ] [ 11 ]                  |
| السرب رقم 11 | السهام          | متعدد المهام | القيادة الجوية الجنوبية | الجناح 39 التكتيكي     | 1 يناير 1949   | قاعدة شاهباز الجوية   | F-16 AM/BM       | [ 12 ]                        |
| السرب رقم 14 | قواطع الذيل     | تفوق جوي     | القيادة الجوية المركزية | الجناح 34 التكتيكي     | 1 نوفمبر 1948  | قاعدة رفيقي الجوية    | JF-17A           | [ 13 ]                        |
| السرب رقم 15 | الكوبرا         | متعدد المهام | القيادة الجوية الشمالية | الجناح 33 التكتيكي     | 5 يونيو 1955   | قاعدة منحاس الجوية    | J-10C            | [ 3 ] [ 14 ]                  |
| السرب رقم 16 | الفهود السوداء  | متعدد المهام | القيادة الجوية الشمالية | الجناح 33 التكتيكي     | أبريل 1957     | قاعدة منحاس الجوية    | JF-17C بلوك 3    | [ 15 ]                        |
| السرب رقم 17 | النمور          | تفوق جوي     | القيادة الجوية الشمالية | الجناح 36 التكتيكي     | 1 أبريل 1957   | قاعدة بيشاور الجوية   | F-7PG            | [ 3 ] [ 16 ]                  |
| السرب رقم 25 | النسور          | هجوم تكتيكي  | القيادة الجوية المركزية | الجناح 34 التكتيكي     | يناير 1966     | قاعدة رفيقي الجوية    | ميراج 5 ROSE II  | [ 3 ] [ 17 ] [ 18 ]           |
| السرب رقم 26 | العناكب السوداء | متعدد المهام | القيادة الجوية الشمالية | الجناح 36 التكتيكي     | 30 أغسطس 1967  | قاعدة بيشاور الجوية   | JF-17A           | [ 19 ] [ 20 ]                 |
| السرب رقم 27 | زرارز           | هجوم تكتيكي  | القيادة الجوية المركزية | الجناح 34 التكتيكي     | أبريل 2007     | قاعدة رفيقي الجوية    | ميراج 5 ROSE III | [ 21 ]                        |
| السرب رقم 28 | العنقاء         | متعدد المهام | القيادة الجوية الغربية  | الجناح 31 الجوي        | 28 فبراير 2018 | قاعدة سامونغلي الجوية | JF-17A           | [ 22 ] [ 23 ]                 |
| السرب رقم 50 | صاف شيكان       | هجوم تكتيكي  | القيادة الجوية المركزية | الجناح 34 التكتيكي     | 16 ديسمبر 2021 | قاعدة رفيقي الجوية    | ميراج 5PA        | [ 24 ]                        |

## أسراب مدرسة قادة القتال
| السرب                                      | الاسم المستعار | الدور                                     | القيادة                 | الجناح                                      | تاريخ التأسيس | القاعدة الجوية    | الطائرة                          | ملاحظات                     |
| ------------------------------------------ | -------------- | ----------------------------------------- | ----------------------- | ------------------------------------------- | ------------- | ----------------- | -------------------------------- | --------------------------- |
| سرب F-16 لمدرسة قادة القتال (السرب رقم 29) | المهاجمون      | تطوير وتدريب تكتيكات القتال الجوي المتقدم | القيادة الجوية المركزية | مركز التميز الجوي للقوات الجوية الباكستانية | 16 يوليو 1988 | قاعدة مشاف الجوية | F-16A/B MLU                      | [ 25 ] [ 26 ] [ 27 ]        |
| سرب JF-17 لمدرسة قادة القتال               | تنانين شرسة    | تطوير وتدريب تكتيكات القتال الجوي المتقدم | القيادة الجوية المركزية | مركز التميز الجوي للقوات الجوية الباكستانية | 26 يناير 2015 | قاعدة مشاف الجوية | JF-17A/B                         | [ 28 ] [ 29 ] [ 30 ] [ 26 ] |
| سرب ميراج لمدرسة قادة القتال               | صواعق السماء   | تطوير وتدريب تكتيكات القتال الجوي المتقدم | القيادة الجوية المركزية | مركز التميز الجوي للقوات الجوية الباكستانية | 5 مايو 1976   | قاعدة مشاف الجوية | داسو ميراج IIIEA, داسو ميراج 5PA | [ 25 ] [ 26 ]               |